# Béni Abbès
Béni Abbès (arabisch بني عباس, DMG Banī ʿAbbās, tamazight ⴰⵢⵜ ⴰⴱⴱⴰⵙ) ist eine hauptsächlich von Berbern bewohnte Oasenstadt mit etwa 12.000 Einwohnern im Westen Algeriens. Sie ist der Hauptort der gleichnamigen Provinz.

## Lage
Béni Abbès liegt am nur im Winter und im Frühjahr wasserführenden Oued Saoura, der die Westgrenze der Sandwüste Westlicher Großer Erg in den Provinzen Bechar und Béni Abbès bildet. Die nächstgelegenen größeren Orte, zu denen direkte Verkehrsverbindungen bestehen, sind das etwa 235 km (Fahrtstrecke) nördlich gelegene Bechar und das etwa auf halber Strecke gelegene Taghit. Die Neustadt von Béni Abbès liegt auf einem Felsplateau über dem Talgrund in einer Höhe von ca. 500 m ü. d. M. Umgeben ist die Ebene von Sanddünen, die in direkter Ortsnähe (am Hotel Rym, La Grande Dune) knapp 40 m über die Fläche des Plateaus hinausragen. Andere Dünen erreichen mehr als 80 m Höhe.

## Geschichte
Béni Abbès wurde im 11. Jahrhundert gegründet und bestand zunächst aus vier unabhängigen befestigten Siedlungen (Ksar). Sidi Muhamed ben Abdeslam vereinigte diese dann im 15. Jahrhundert zu einem einzigen Ort. Im Zuge des Algerischen Unabhängigkeitskrieges wurde der alte Ksar 1957 von den Franzosen geräumt, da man hier Widerstandskämpfer vermutete. Die Einwohner zogen zunächst in Häuser am Rande des Palmenhains und am Hang zum Plateau, später wurde dann die Neustadt auf dem Plateau angelegt. Das alte Ksar verfällt seitdem, wird aber immer wieder in Teilen in Stand gesetzt.

## Sehenswürdigkeiten
In Béni Abbès befindet sich ein Saharamuseum und ein Sahara-Forschungszentrum mit Überresten eines Zoologischen und Botanischen Gartens. Von touristischem Wert ist auch das kommunale Schwimmbad, das aus einer Quelle gespeist wird. Es gibt alte Befestigungsanlagen (Ksar von Béni Abbès) inmitten des Palmenhains. Die 1901 gegründete Eremitage La Fraternité, in der Charles de Foucauld vier Jahre lang lebte, besitzt eine Kapelle und wird noch von wenigen Mönchen bewohnt. In der Nachbarschaft leben auch einige Ordensschwestern.